# Articulation radio-carpienne
L'articulation radio-carpienne est une articulation constitutive de l'articulation du poignet qui unit le radius au carpe.

## Structure
L'articulation radio-carpienne est une articulation ellipsoïde.
Les surfaces articulaires mises en jeu en haut sont :
- la surface articulaire carpienne du radius en dehors,
- le disque articulaire radio-ulnaire distal en dedans.

Elles forment la cavité glénoïde de l'articulation.
Les surfaces articulaires mises en jeu en bas sont les surfaces articulaires supérieures de :
- l'os scaphoïde en dehors,
- l'os lunatum,
- l'os triquetrum en dedans.

Elle forment le condyle de l'articulation.

### Cavité glénoïde
Les deux-tiers externes correspondent à la surface articulaire carpienne du radius. Elle est triangulaire à sommet externe et base interne. Elle est concave en bas, en avant et médialement.
Une crête antéro-postérieure la sépare en une zone interne quadrilatère et une zone externe triangulaire.
La zone interne répond à la surface supérieure de l'os lunatum et l'externe à la face supérieure de l'os scaphoïde.
La cavité est complétée dans son tiers interne par la surface inférieure du disque articulaire radio-ulnaire distal recouverte de cartilage hyalin.
Le disque articulaire radio-ulnaire distal est triangulaire à base externe et sommet interne. Il s'étend horizontalement du bord inférieur de l'incisure ulnaire du radius jusqu'au processus styloïde de l'ulna.
Sa face inférieure répond au tiers médial de la face supérieure de l'os lunatum et à la face supérieure l'os triquetrum.

### Condyle
Le condyle est convexe en haut, en arrière et en dedans. Il est constitué des faces supérieures des os scaphoïde, lunatum et triquetrum complété par les ligaments unissant ces trois os.

## Moyens d'union
La capsule forme un manchon s'insérant sur le pourtour des surfaces articulaires..
Elle est renforcée à l'avant par le ligament antérieur de l'articulation du poignet, à l'arrière par le ligament radio-carpien dorsal et le ligament ulno-carpien dorsal, latéralement par le ligament collatéral radial du carpe et médialement par le ligament collatéral ulnaire du carpe.

### Ligament antérieur de l'articulation du poignet
Le ligament antérieur de l'articulation du poignet est constitué de deux faisceaux : le ligament radio-carpien palmaire et le ligament ulno-carpien palmaire.
Le premier s'insère sur le bord antérieur de l'épiphyse distale du radius et du processus styloïde du radius. Après une trajectoire oblique en bas et en dedans se termine par trois faisceaux sur le ligament ulno-carpien palmaire, l'os lunatum et l'os capitatum.
Le second s’insère sur le bord antérieur du disque articulaire radio-ulnaire distal et la base du processus styloïde de l'ulna. Après une trajectoire oblique en bas et en dehors se termine par trois faisceaux sur le ligament radio-carpien palmaire, l'os lunatum, l'os triquetrum et l'os capitatum.

### Ligament radio-carpien dorsal
Le ligament radio-carpien dorsal est constitué de deux faisceaux : un faisceau principal et un faisceau accessoire.
Le faisceau principal relie le bord postérieur du radius aux faces postérieures des os triquetrum, hamatum et lunatum.
Le faisceau accessoire relie le bord postérieur du processus styloïde du radius à la face postérieure de l'os scaphoïde.

### Ligament ulno-carpien dorsal
Le ligament ulno-carpien dorsal relie le bord postérieur du disque articulaire radio-ulnaire distal à la face postérieure de l'os triquetrum.

### Ligament collatéral radial du carpe
Le ligament collatéral radial du carpe est un ligament triangulaire de base inférieure. Il relie le processus styloïde du radius à l'os scaphoïde.

### Ligament collatéral ulnaire du carpe
Le ligament collatéral ulnaire du carpe s'insère sur le processus styloïde de l'ulna. Il se dirige verticalement pour se terminer en deux faisceaux. Le premier s'insère sur le l'os pisiforme, le second sur la face postérieure de l'os triquetrum.

## Anatomie fonctionnelle
L'articulation radio-carpienne contribue avec l'articulation médio-carpienne à tous les mouvements du poignet : flexion / extension et abduction / adduction.